# ایستگاه اسنو هیل بیرمنگام
ایستگاه اسنو هیل بیرمنگام (انگلیسی: Birmingham Snow Hill station) یک ایستگاه راه‌آهن در بیرمنگام، انگلستان است.
این ایستگاه که در ۱۸۵۲ تأسیس شده جزئی از خط اصلی چیلترن و مترو میدلند است.

## نگارخانه

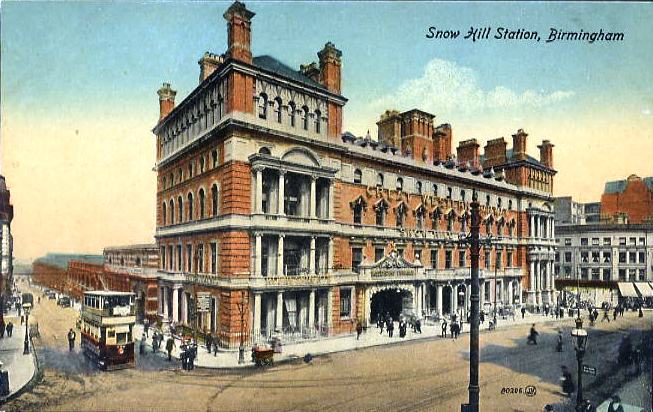
اوایل قرن بیستم میلادی
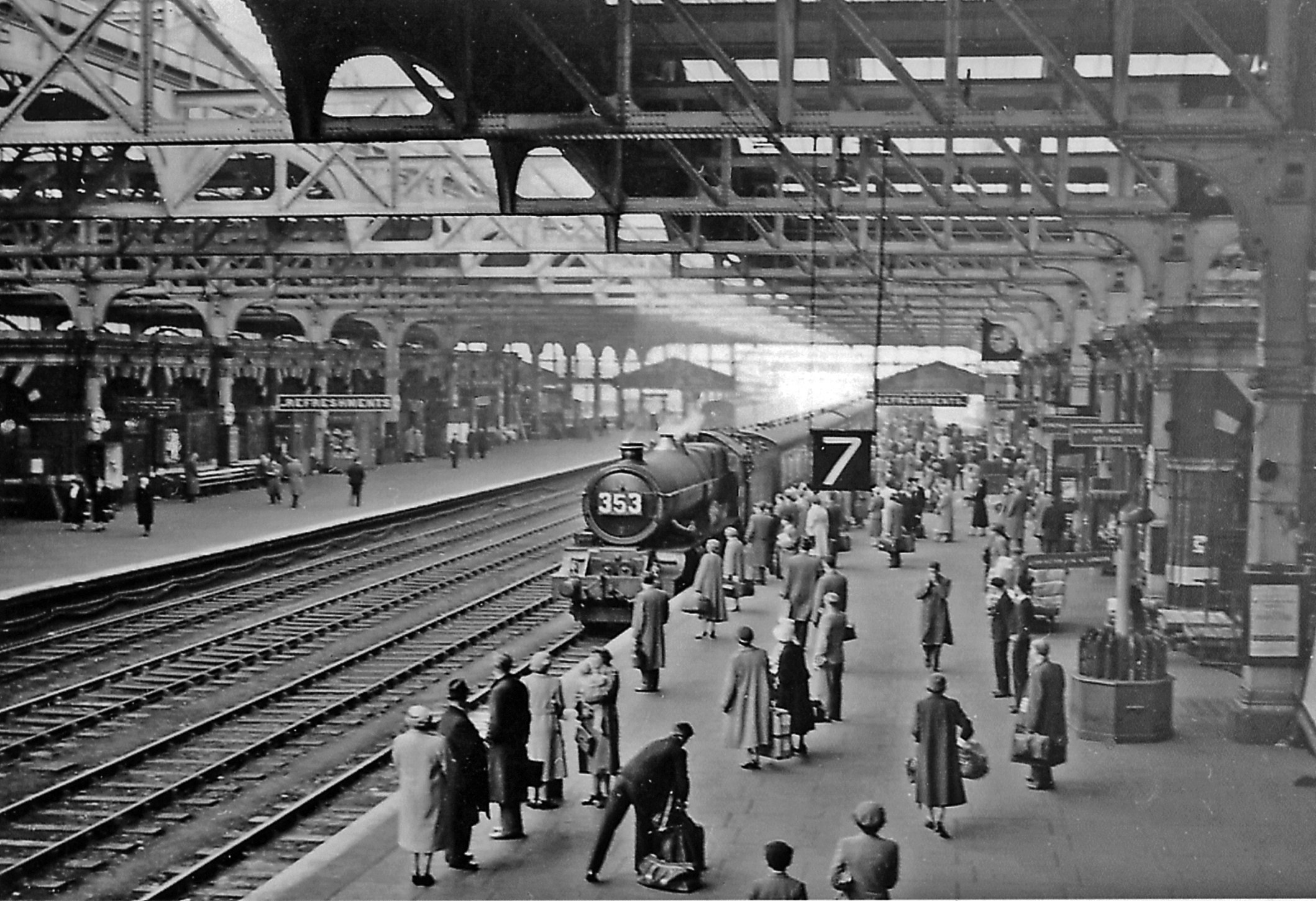
۱۹۵۷
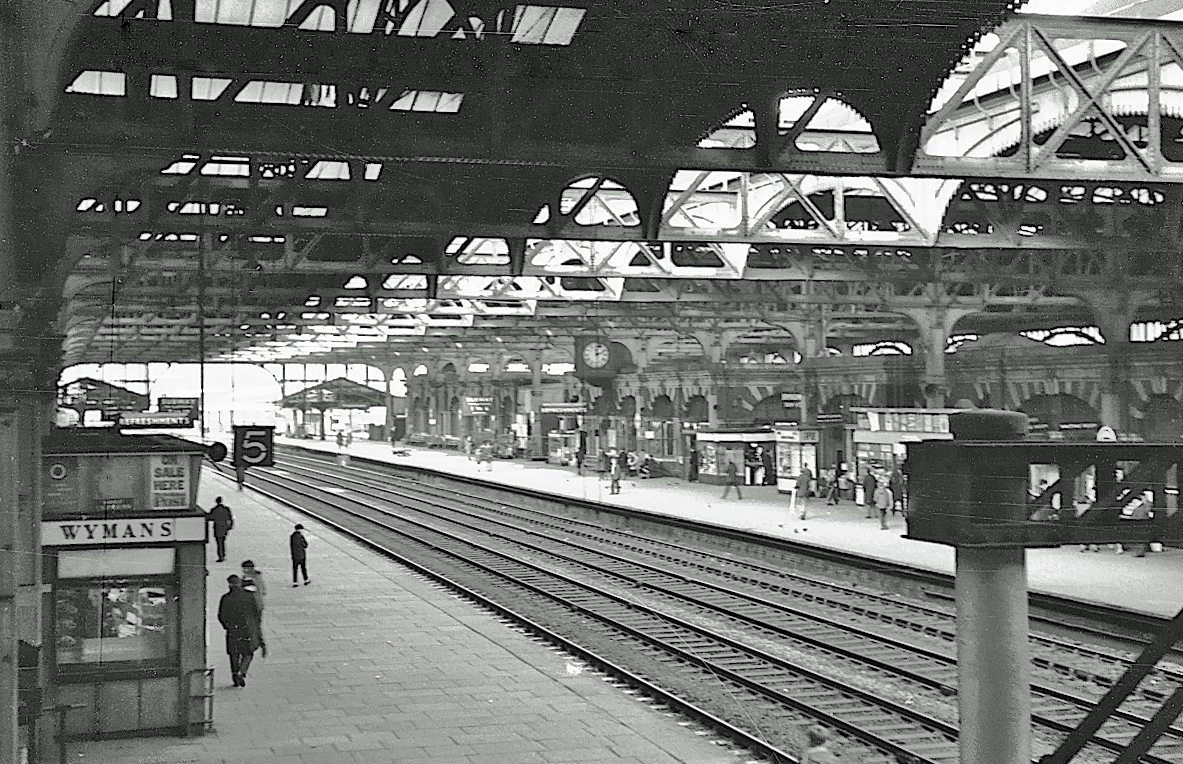
Main through platforms, looking north at Snow Hill in 1967.
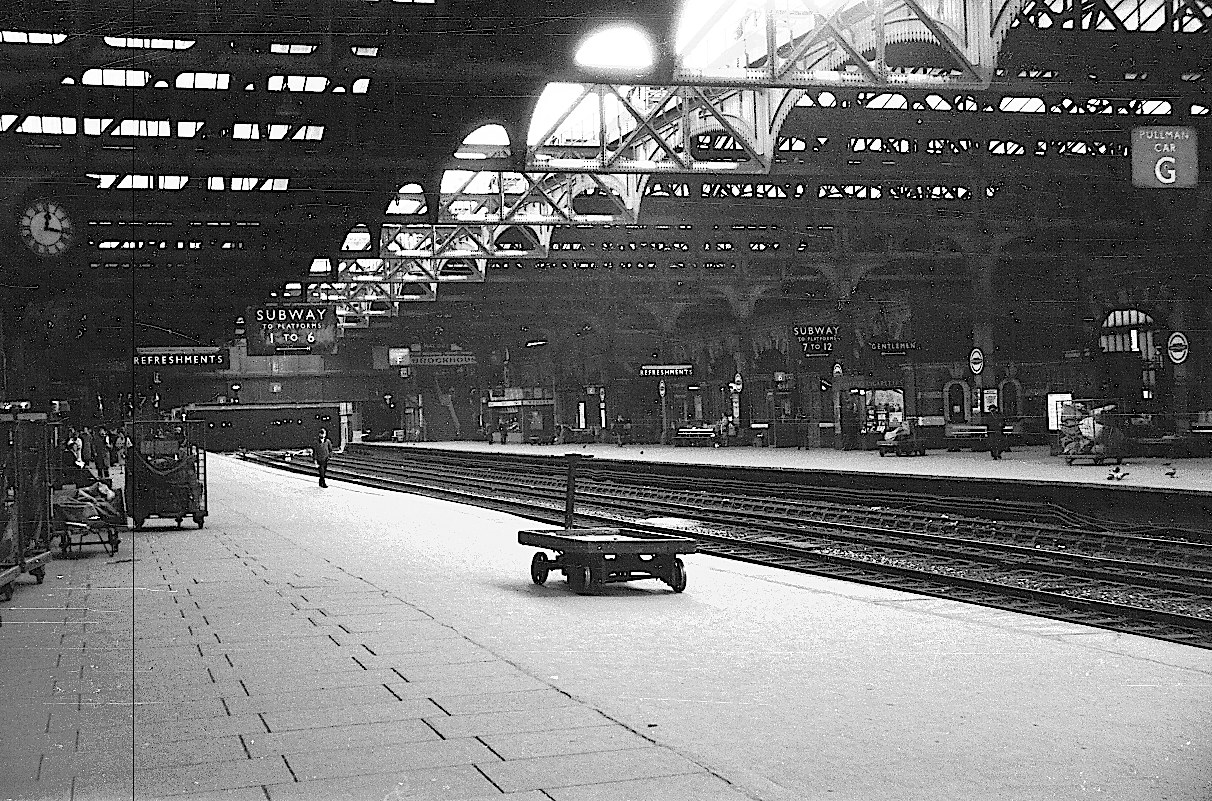
Main through platforms, looking south towards Snow Hill tunnel in 1967.
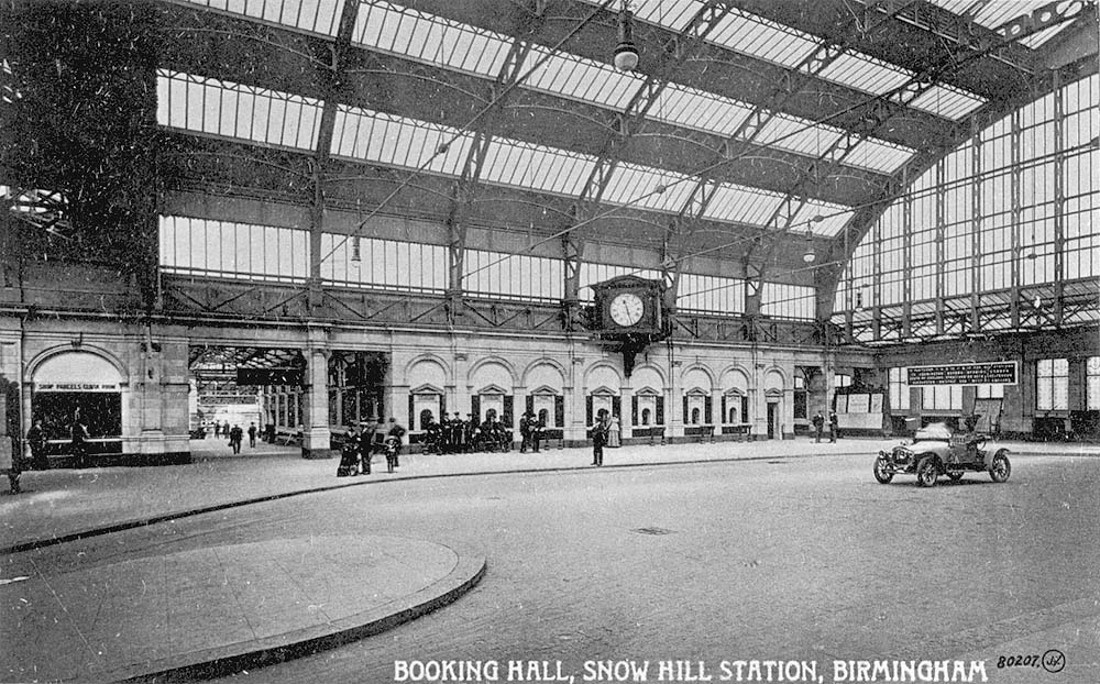
The old station's booking hall in 1914.
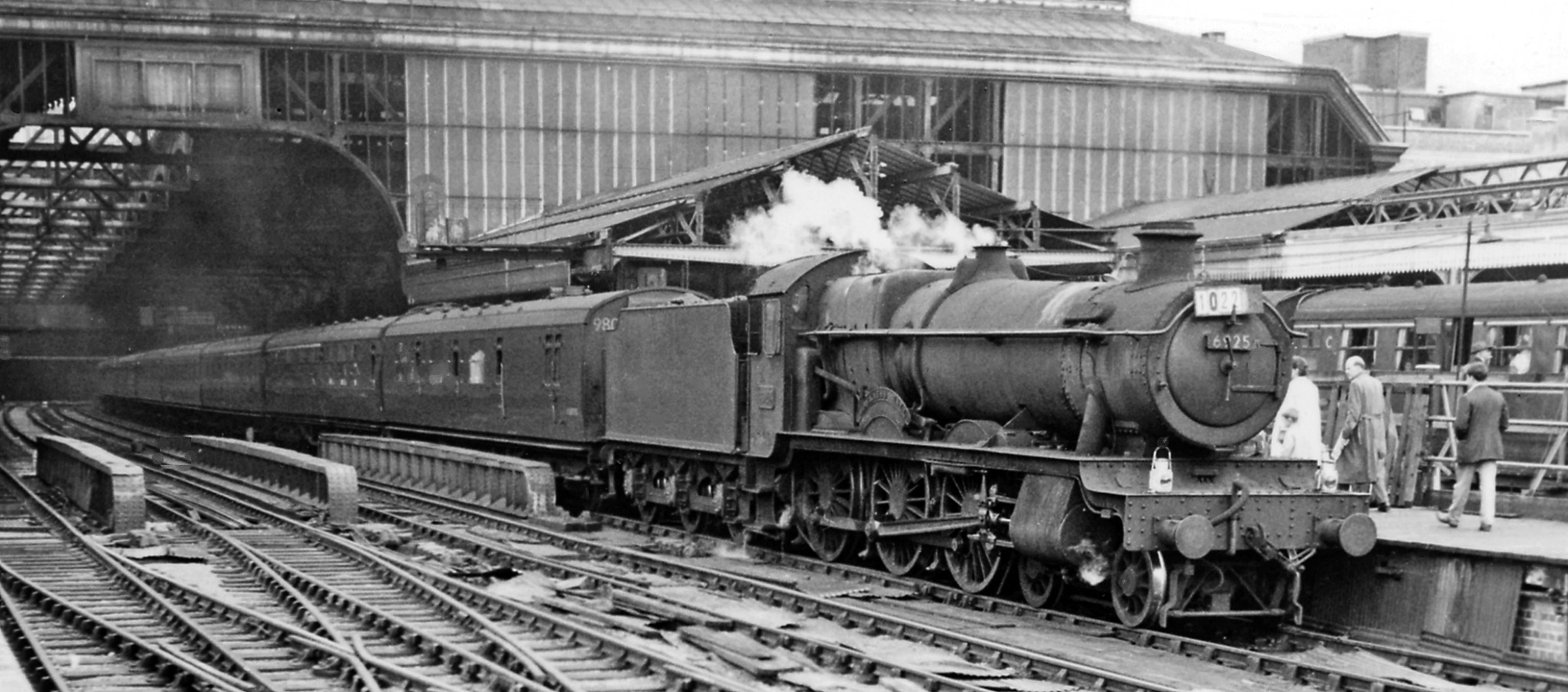
An express calling at Snow Hill in 1964.
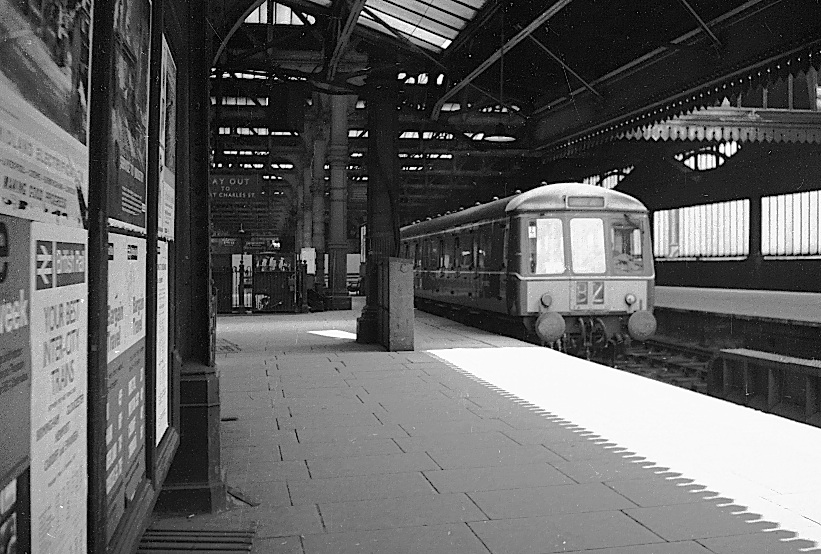
A DMU at one of the station's northern bay platforms (the last platforms to be used) in c 1967.
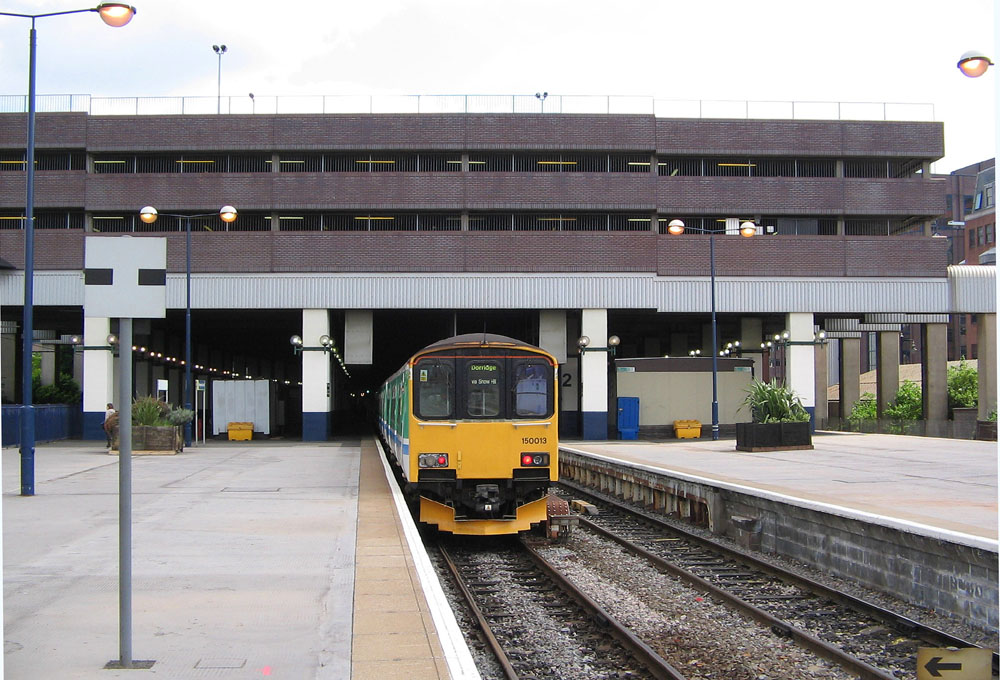
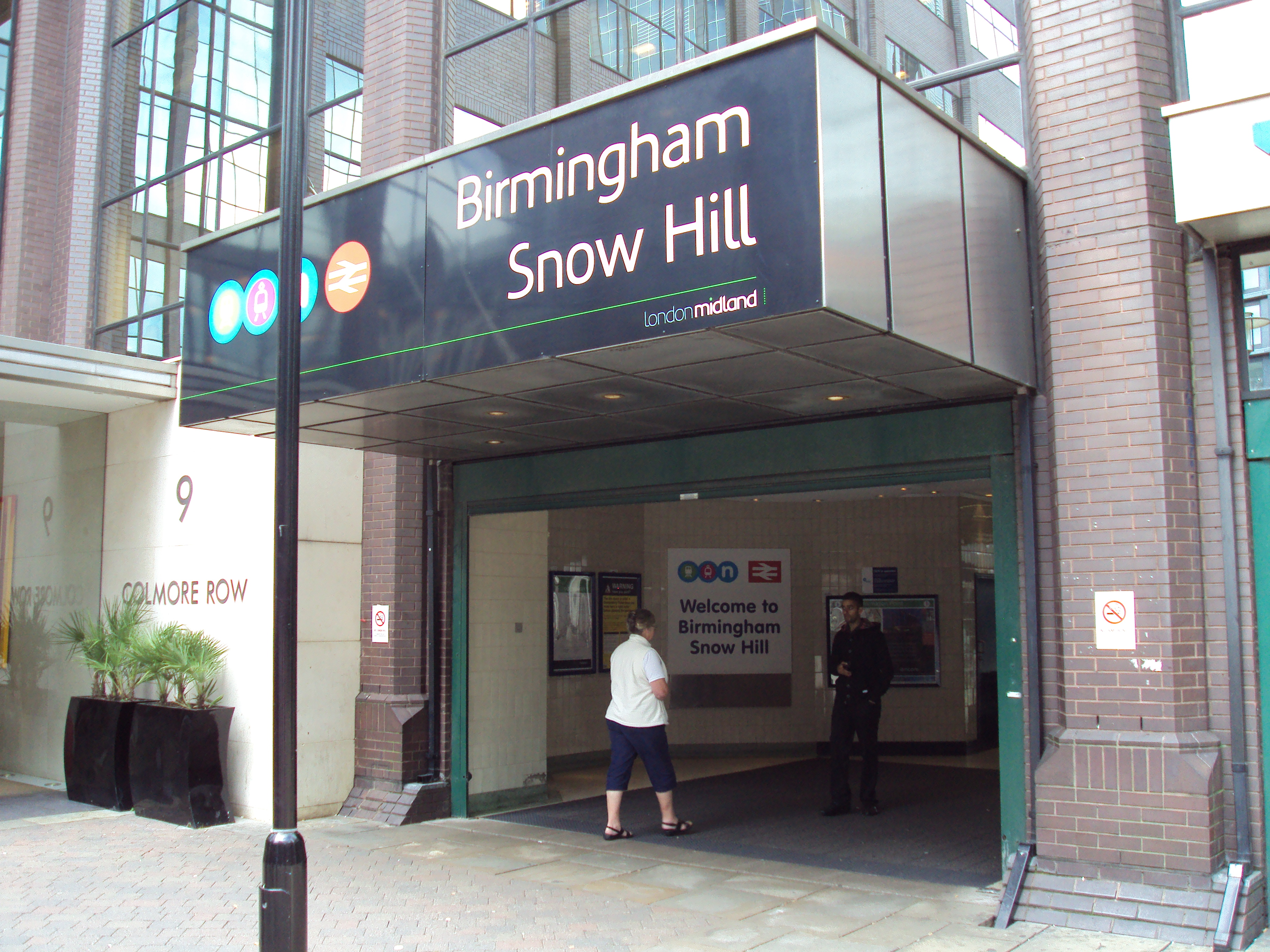
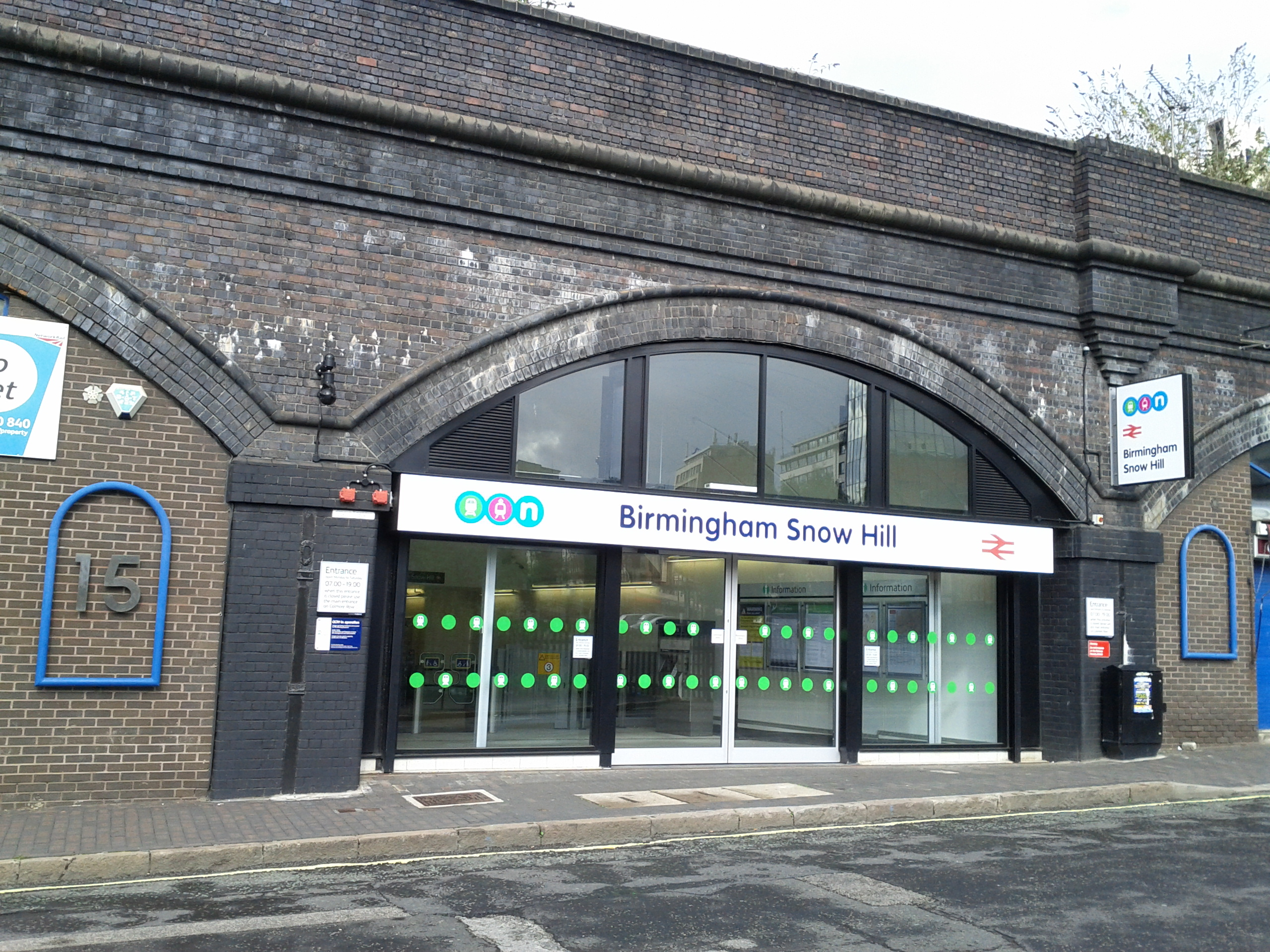
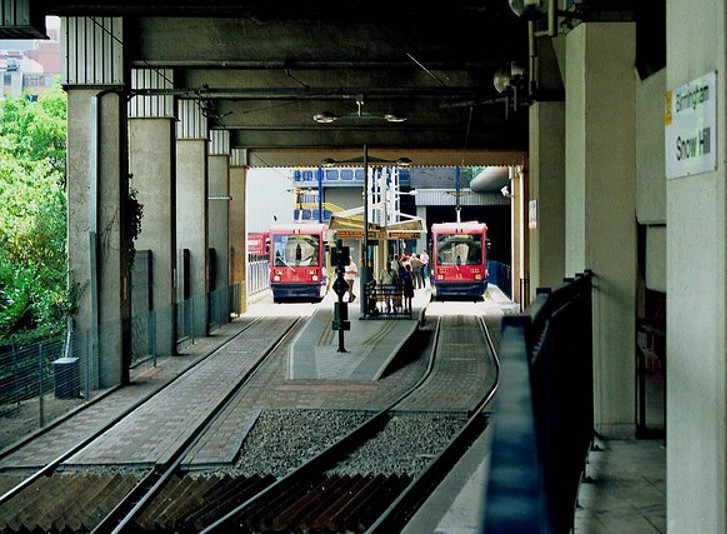
مترو میدلند